# Alexander Graf von Schönburg-Glauchau
Alexander Georg Maria Ernst Heinrich István Ludwig Kisito Hubertus Graf von Schönburg-Glauchau (* 15. August 1969 in Mogadischu, Somalia) ist ein deutscher Journalist und Schriftsteller. Bekannt ist er unter dem Namen Alexander von Schönburg. Von 2009 bis 2024 war er Mitglied der Chefredaktion der Bild-Zeitung.

## Leben
Alexander von Schönburg (den Namensteil „-Glauchau“ verwendet er für seine Veröffentlichungen kaum) ist der Sohn von Joachim Graf von Schönburg-Glauchau und Beatrix Széchenyi de Sárvár-Felsővidék (1930–2021). Sein Vater arbeitete zur Zeit seiner Geburt für die Deutsche Welle in Somalia. Schönburgs Geschwister sind Gloria von Thurn und Taxis, Maya Flick, Carl Alban von Schönburg sowie aus der zweiten Ehe des Vaters mit Ursula Zwicker seine Halbschwester Anabel Maya-Felicitas.
Nach dem Verzicht seines Bruders Carl Alban wurde er 1995 Chef des Hauses Schönburg-Glauchau.

## Tätigkeit als Journalist und Schriftsteller
Einer breiteren Öffentlichkeit bekannt wurde Alexander von Schönburg 1999 als Mitglied des sogenannten „popkulturellen Quintetts“ (mit Christian Kracht, Eckhart Nickel, Benjamin von Stuckrad-Barre und Joachim Bessing). Daneben war er als freier Journalist tätig (u. a. für Esquire, Die Zeit und Die Weltwoche). Einen Bestseller landete er 2005 mit Die Kunst des stilvollen Verarmens, in dem er laut Verlagsanzeige die Erkenntnisse aus „500 Jahre[n] Familienerfahrung in sozialem Abstieg“ verwertete.
Alexander von Schönburg war Redakteur der Frankfurter Allgemeinen Zeitung und Chefredakteur des Magazins Park Avenue. Im Jahr 2006 gab er nach Angaben des Verlags diesen Posten auf eigenen Wunsch auf und wurde durch Andreas Petzold ersetzt.
Anschließend war von Schönburg Kolumnist der deutschen Ausgabe von Vanity Fair sowie der Bild-Zeitung und der Weltwoche. 2009 wurde er Mitglied der Bild-Chefredaktion und Ressortleiter der „Letzten Seite“. Seit 2011 war er Textchef und zuständig für die Bereiche Adel und Lesen. Im Herbst 2023 hat er nach fast 15 Jahren bei Bild gekündigt und ist seit 2024 freier Journalist.
Seit einigen Jahren schreibt er eine Kolumne im Deutschen Adelsblatt.

## Bücher

### Der fröhliche Nichtraucher(2003)
In seiner Publikation Der fröhliche Nichtraucher aus dem Jahr 2003 beschreibt von Schönburg die angebliche Schwierigkeit des Aufhörens als Mythos, der unter anderem von der Zigarettenindustrie gefördert würde. In Wirklichkeit sei es „zu leicht“, mit dem Rauchen aufzuhören, „als dass es ein nennenswerter Kampf sein könnte.“ Michael Jeisman von der Frankfurter Allgemeinen Zeitung lobt diese „Entdramatisierung“ der Entwöhnung und den Ansatz bei einem „Hedonismus des Verzichts und der Willensstärke“:

„Am Ende aber nimmt von Schönburg dann doch einen tiefen Zug von innerweltlicher Erlösung: ein ontologischer Mehrwert und ein vitalistisches Prinzip zur Letztbegründung müssen doch wieder hinzugezogen werden. Da ist wieder von persönlicher Fortentwicklung, höherem Selbstbewußtsein und dem besseren Leben die Rede. Vielleicht ein geschickter Schachzug: Warten all diese hohen Werte der Selbstverwirklichung nicht auch darauf, in künftigen Ratgebern so weit von ihrer Aura befreit zu werden, bis nicht einmal die Köpfe mehr rauchen?“

Ijoma Mangold beurteilt die Leistung des Buches als die Lösung der „verflixte(n) Dialektik von Selbstbestimmung und Selbsterhaltung“ und schrieb:

„Zur Würde des Menschen gehört die Freiheit. Natürlich auch die Freiheit, sich Schaden zuzufügen. Aber man hat auch das Recht, sich Gutes zu tun.“

### Die Kunst des stilvollen Verarmens(2005)
Stefan Volk vom Bücher-Magazin verurteilte das Werk Die Kunst des stilvollen Verarmens aus dem Jahr 2005 als verlogen und oberflächlich. Schönburg ignoriere, dass Armut das Gegenteil von selbstbewusstem Konsumverzicht bedeutet. „Armut heißt, es sich nicht aussuchen zu können. Von all den Zwängen, den fehlenden Entscheidungsspielräumen, Existenzängsten liest man bei Alexander von Schönburg so gut wie nichts. Stattdessen fordert er dazu auf, sich freudig, spielerisch in sein Schicksal zu fügen. Das ist stockkonservativ, zutiefst verlogen und zynisch bis ins Mark.“
Dorothea Dohms kommt nach einer ausführlichen Inhaltsangabe zu dem Schluss, es sei schwer vorstellbar, dass Hartz-IV-Betroffene und 1-Euro-Jobber diesen „Briefen aus dem adeligen Krähwinkel“ etwas Vergnügen abgewinnen könnten. „Cui bono also? Ein Glossar, das witzig und lesenswert ist und die Dinge auf den Punkt bringt, macht leider ein für die meisten Leser irrelevantes Buch nicht lesenswerter.“

### Die Kunst des lässigen Anstands. 27 altmodische Tugenden für heute(2018)
Das Buch veröffentlichte er 2018 „und plädiert in einem „Zeitalter der Beliebigkeit und Selbstsucht“ für „mehr Anstand, Werte und Tugenden“, wobei er, so das Urteil in Die Welt, die sehr lobende Worte für die Publikation fand, „souverän die deutsche Vorliebe für die Beschwerden bei ‚der‘ Gesellschaft“, bei ‚dem‘ Staat, ‚den‘ Intellektuellen, ‚den‘ Medien, bei was auch immer“ ignoriere. Die Süddeutsche Zeitung fand Schönburgs „Erkenntnisse“ gelegentlich aber auch „allgemeingültig, um nicht zu sagen banal“ und bescheinigte ihm eine „Hardliner-Position“. Die Zeit hielt den Buchtitel für irreführend, da der Zorn des Autors „gerade dem Lässigen, dem steten Imperativ des Leichten, Bequemen, Ungezwungenen“ gelte, und meinte weiter, mit dem Buch befinde man sich überdies „im Debattenkern der christlichen Moraltheologie“.

## Familie

### Heirat und Kinder
Am 30. April 1999 (kirchl. Heusenstamm 29. Mai 1999) heiratete Alexander Graf von Schönburg-Glauchau in Berlin Irina Verena Prinzessin von Hessen (* 1971). Sie haben eine Tochter und zwei Söhne. Seine Frau ist eine Enkelin der Prinzessin Sophie von Griechenland und dadurch eine Großnichte von Prinz Philip, dem Ehemann von Queen Elisabeth II.

### Ahnentafel
| Vorfahren von Alexander Graf von Schönburg-Glauchau | Vorfahren von Alexander Graf von Schönburg-Glauchau                                                              | Vorfahren von Alexander Graf von Schönburg-Glauchau                                                                         | Vorfahren von Alexander Graf von Schönburg-Glauchau                                                             | Vorfahren von Alexander Graf von Schönburg-Glauchau                                                                   | Vorfahren von Alexander Graf von Schönburg-Glauchau                                                             | Vorfahren von Alexander Graf von Schönburg-Glauchau                                                             | Vorfahren von Alexander Graf von Schönburg-Glauchau                                                             | Vorfahren von Alexander Graf von Schönburg-Glauchau                                                             |
| --------------------------------------------------- | --- | --- | --- | --- | --- | --- | --- | --- |
| Ururgroßeltern                                      | Graf Karl von Schönburg-Forderglauchau (1832–1898) ⚭ 1864 Gräfin Adelheid von Rechteren-Limpurg (1845–1873)      | Graf Bohuslaw Chotek von Chotkow und Wognin (1829–1896) ⚭ 1859 Gräfin Wilhelmine Kinsky von Wchinitz und Tettau (1838–1885) | Graf Adam Baworów-Baworowski ⚭ Gräfin Franziska von Hardegg auf Glatz und im Machlande                          | Graf Victor Paul Chorinsky, Freiherr von Ledske (1883–1901) ⚭ 1863 Gräfin Anna von Trauttmansdorff-Weinsberg (* 1843) | Graf István Széchenyi (* 1791) ⚭ 1836 Gräfin Crescência von Seilern und Aspang (1799–1875)                      | Gregoriu Christopoulos ⚭ Eufrosyne Caravas                                                                      | Fürst Pavel Gallitzin (1822–1871) ⚭ Prinzessin Ekaterina Trubetskoy (1831–1918)                                 | Fürst Nikolai Petrovich Mestschersky ⚭ Gräfin Maria Alexandrowna Panin                                          |
| Urgroßeltern                                        | Graf Joachim von Schönburg-Glauchau (1873–1943) ⚭ 1898 Gräfin Oktavia Chotek von Chotkowa und Wognin (1873–1946) | Graf Joachim von Schönburg-Glauchau (1873–1943) ⚭ 1898 Gräfin Oktavia Chotek von Chotkowa und Wognin (1873–1946)            | Graf Rudolf Baworow-Baworowski (1865–1931) ⚭ Gräfin Fanny Anna Chorinsky, Freiin von Ledske (1876–1963)         | Graf Rudolf Baworow-Baworowski (1865–1931) ⚭ Gräfin Fanny Anna Chorinsky, Freiin von Ledske (1876–1963)               | Graf Edmund Széchényi von Sárvár-Felsövidék (1839–1922) ⚭ 1891 Eulalia Christopulos (1854–1918)                 | Graf Edmund Széchényi von Sárvár-Felsövidék (1839–1922) ⚭ 1891 Eulalia Christopulos (1854–1918)                 | Prinz Paul Gallitzin (1856–1916) ⚭ 1887 Prinzessin Alexandra Nikolajewna Meshcherskaya (1864–1941)              | Prinz Paul Gallitzin (1856–1916) ⚭ 1887 Prinzessin Alexandra Nikolajewna Meshcherskaya (1864–1941)              |
| Großeltern                                          | Carl Graf von Schönburg-Glauchau (1899–1945) ⚭ 1927 Maria Anna Baworowska (1902–1988)                            | Carl Graf von Schönburg-Glauchau (1899–1945) ⚭ 1927 Maria Anna Baworowska (1902–1988)                                       | Carl Graf von Schönburg-Glauchau (1899–1945) ⚭ 1927 Maria Anna Baworowska (1902–1988)                           | Carl Graf von Schönburg-Glauchau (1899–1945) ⚭ 1927 Maria Anna Baworowska (1902–1988)                                 | Graf Valentin Széchényi de Sárvár-Felsövidék (1893–1954) ⚭ 1921 Prinzessin Maria Gallitzin (1895–1976)          | Graf Valentin Széchényi de Sárvár-Felsövidék (1893–1954) ⚭ 1921 Prinzessin Maria Gallitzin (1895–1976)          | Graf Valentin Széchényi de Sárvár-Felsövidék (1893–1954) ⚭ 1921 Prinzessin Maria Gallitzin (1895–1976)          | Graf Valentin Széchényi de Sárvár-Felsövidék (1893–1954) ⚭ 1921 Prinzessin Maria Gallitzin (1895–1976)          |
| Eltern                                              | Joachim Graf von Schönburg-Glauchau (1929–1998) ⚭ 1957 Beatrix Maria Széchényi de Sárvár-Felsövidék (1930–2021)  | Joachim Graf von Schönburg-Glauchau (1929–1998) ⚭ 1957 Beatrix Maria Széchényi de Sárvár-Felsövidék (1930–2021)             | Joachim Graf von Schönburg-Glauchau (1929–1998) ⚭ 1957 Beatrix Maria Széchényi de Sárvár-Felsövidék (1930–2021) | Joachim Graf von Schönburg-Glauchau (1929–1998) ⚭ 1957 Beatrix Maria Széchényi de Sárvár-Felsövidék (1930–2021)       | Joachim Graf von Schönburg-Glauchau (1929–1998) ⚭ 1957 Beatrix Maria Széchényi de Sárvár-Felsövidék (1930–2021) | Joachim Graf von Schönburg-Glauchau (1929–1998) ⚭ 1957 Beatrix Maria Széchényi de Sárvár-Felsövidék (1930–2021) | Joachim Graf von Schönburg-Glauchau (1929–1998) ⚭ 1957 Beatrix Maria Széchényi de Sárvár-Felsövidék (1930–2021) | Joachim Graf von Schönburg-Glauchau (1929–1998) ⚭ 1957 Beatrix Maria Széchényi de Sárvár-Felsövidék (1930–2021) |
| Alexander Graf von Schönburg-Glauchau (* 1969)      | | | | | | | | |

## Publikationen
- Das Beste vom Besten. Ein Almanach der feinen Lebensart (mit Reinhard Haas und Axel Thorer). Econ, Düsseldorf 1989, ISBN 3-430-13733-0.
- No. 1. Die besten Seiten des Lebens von A–Z (mit Reinhard Haas und Axel Thorer). Econ, Düsseldorf/Wien 1993, ISBN 3-612-26037-5.
- In Bruckners Reich. Erzählung. In: Christian Kracht (Hrsg.): Mesopotamia. Ernste Geschichten am Ende des Jahrtausends. DVA, Stuttgart 1999, ISBN 3-421-05191-7.
- Tristesse Royale: Das popkulturelle Quintett mit Joachim Bessing, Christian Kracht, Eckhart Nickel, Alexander v. Schönburg und Benjamin von Stuckrad-Barre, hrsg. von Joachim Bessing. Ullstein, Berlin 1999, ISBN 3-548-31226-8.
- Karriere. Theaterstück. Hannover, 2001.
- Der fröhliche Nichtraucher. Wie man gut gelaunt mit dem Rauchen aufhört. Rowohlt Taschenbuch, Reinbek 2003, ISBN 3-499-61660-2.
- Die Kunst des stilvollen Verarmens. Wie man ohne Geld reich wird.[16] Rowohlt Berlin, Berlin 2005, ISBN 3-87134-520-2. (Platz 1 der Spiegel-Bestsellerliste vom 2. bis zum 8. Mai 2005)
- Lexikon der überflüssigen Dinge. Rowohlt Berlin, Berlin 2006, ISBN 3-87134-543-1.
- Alles was Sie schon immer über Könige wissen wollten aber nie zu fragen wagten. Rowohlt Berlin, Berlin 2008, ISBN 3-87134-604-7.
- In bester Gesellschaft. Rowohlt Berlin 2008, ISBN 978-3-499-62472-8.
- Smalltalk: Die Kunst des stilvollen Mitredens.[17] Rowohlt Berlin 2014, ISBN 978-3-87134-787-0.
- Weltgeschichte to go. Rowohlt Berlin 2016, ISBN 978-3-87134-828-0.
- Die Kunst des lässigen Anstands. 27 altmodische Tugenden für heute. Piper Verlag, München 2018, ISBN 978-3-49205-595-6.
- Der grüne Hedonist: Wie man stilvoll den Planeten rettet. Piper Verlag, München 2020, ISBN 978-3-49207-031-7.
- Was bleibt, was wird – die Queen und ihr Erbe. Piper Verlag, München 2023, ISBN 978-3-49205-597-0.